# Miłoszowski Potok
Miłoszowski Potok (Czarny Strumień, czes. Jindřichovický potok) – potok w południowo-zachodniej Polsce, w woj. dolnośląskim, w powiecie lubańskim, lewy dopływ Kwisy, długość 10,5 km, źródła na wysokości ok. 375 m n.p.m., ujście – ok. 260 m n.p.m..
Źródła pomiędzy miejscowością Dětřichovec a Pobiedna na wysokości około 375 m n.p.m.
Płynie ku północnemu zachodowi (NNE) przez Dětřichovec, Srbską, Miłoszów i Leśną. Uchodzi do Kwisy we wsi Smolnik.
Ma kilka niewielkich dopływów, z których tylko lewy Srbská ma nazwę.